# The New Wave
«The New Wave» es una canción interpretada por el dúo francés Daft Punk, Fue escrita por Thomas Bangalter y Guy-Manuel de Homem-Christo y lanzada como su primer sencillo el 11 de abril de 1994 bajo la licencia de Soma Quality Records, un sello escocés de techno y house cofundado en 1991 por Dave Clarke y Slam Somar.
En 1993, Daft Punk, presentó un demo de su música al DJ Stuart Macmillan, uno de los fundadores de Soma Quality Recordings junto a Clarke y Somar., en Disneyland París. El casete contenía "The New Wave" parte 1 y 2, y una mezcla final llamada "Alive" (New Wave Final Mix).
El tema "Alive" es la última versión grabada de "The New Wave", y la que se publicó en Homework, el primer álbum de estudio de Daft Punk en 1997.

## Lista de canciones

### Maxi 12"(UMM 170 PR)
A1 "The New Wave" (Full Length) - 7:15
A2 "The New Wave" (Edit) - 5:20
B1 "Assault" - 5:53
B2 "Alive" (New Wave Final Mix) - 5:00